# Wolfgang Kramer

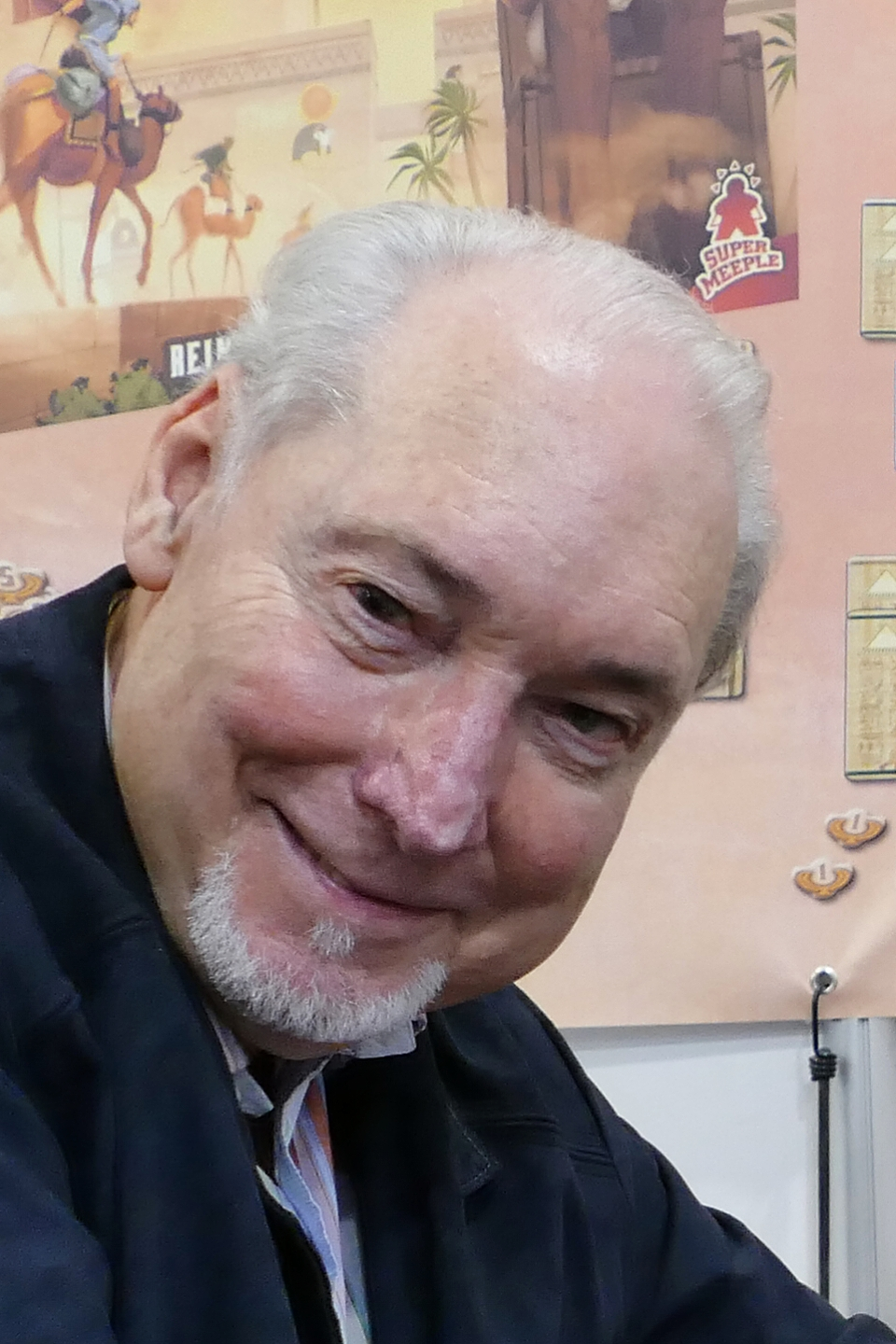
Wolfgang Kramer (Essen 2017)

Wolfgang Kramer (ur. 29 czerwca 1942 w Stuttgarcie) – niemiecki projektant gier planszowych, pięciokrotny zwycięzca prestiżowego konkursu Spiel des Jahres.
Kramer w grze Heimlich & Co. zastosował po raz pierwszy nowatorski sposób zapamiętywania punktów zwycięstwa poszczególnych graczy, który jest obecnie popularny w eurograch. Polega on na przesuwaniu pionków po torze biegnącym wokół planszy. W Niemczech jest on na jego cześć nazywany Kramerleiste.

## Gry
- 2005 Hacienda
- 2005 Verflixxt! (z Michaelem Kieslingiem) – nominacja do Spiel des Jahres
- 2004 Maharaja – nominacja do Spiel des Jahres
- 2002 Mexica  (z Michaelem Kieslingiem)
- 2000 Java (z Michaelem Kieslingiem)
- 2000 Torres (z Michaelem Kieslingiem) – zwycięzca Spiel des Jahres; drugie miejsce Deutscher Spiele Preis
- 2000 Książęta Florencji (z Richardem Ulrichem) – trzecie miejsce Deutscher Spiele Preis
- 2000 Pete the Pirate – zwycięzca Deutscher Spiele Preis – gra dla dzieci
- 1999 Tikal (z Michaelem Kieslingiem) – zwycięzca Spiel des Jahres i Deutscher Spiele Preis
- 1996 El Grande (z Richardem Ulrichem) – zwycięzca Spiel des Jahres i Deutscher Spiele Preis
- 1994 6 Bierze! – zwycięzca Deutscher Spiele Preis
- 1991 Corsaro – zwycięzca Spiel des Jahres – gra dla dzieci
- 1987 Auf Achse – zwycięzca Spiel des Jahres
- 1984 Heimlich & Co. – zwycięzca Spiel des Jahres